# ザンガード
『ザンガード』(ZANGUARD)は、柴田ヨクサルによる日本の漫画作品。

## 概要
週刊ヤングジャンプに2006年41号から2014年33号まで連載されていた『ハチワンダイバー』のスピンオフ作品。アキバの平和を守る謎のヒーロー『ザンガード』の活躍を描くオタク系ヒーロー作品。ヤングジャンプ増刊『マンタロー2007』・月刊ヤングジャンプ平成20年12月号および平成22年7月号・ミラクルジャンプ第2号に読み切り作品として掲載された。全4話（ただし、はっきり最終回とは謳っていないため、続きが発表される可能性がある）。単行本は、集英社のヤングジャンプコミックスより発売。全1巻。

## 登場人物
斬野 シト（きりの シト）
当作品の主人公。人形作りを本業とする将棋の真剣師で、「斬野樹脂」と名づけられた独自の樹脂を用いて、本物の人間に極めて近い女性型の人形を多数制作し、自宅に保管している一方、秋葉原の平和を守るヒーロー『ザンガード』として秋葉原の平和を乱す者達と日夜戦っている。
中静そよから「ある人と真剣を指してもらいたい」という依頼を、勝利した際には、そよの全身の型を取るという条件で受け、勝利し型を取り、そよの人形を多数製作し、『みるく’S』という個展を開催。個展は評判を呼び3回開催され、大盛況となっている。
中静 そよ（なかしず そよ）
「秋葉原メイド掃除クラブ」で『みるく』という源氏名で、出張メイドのアルバイトをしているが、実は「アキバの受け師」と呼ばれる女真剣師。19歳。巨乳で豊満な体型。普段はメガネを着用している。
後述の菅田との対戦で斬野が勝利したら、自分の型を取らせると約束し、斬野が勝利したため、約束とおり型を取らせ、その型を基にした人形を多数製作されてしまう。自分の人形が気になるのか、個展に何度も足を運ぶが、その都度、コスプレされた多数の人形を見て冷汗を流したり、人形と勘違いした澄野に胸を揉まれたり、褒美と称してスカートをめくられたりとひどい目にあっている。
澄野 久摩（すみの くま）
斬野の将棋の師匠で、凄まじく喧嘩が強い。斬野の個展に顔を出した際、後述のオタク根絶委員会とザンガードとの乱闘に遭遇し、オタクたちが人質にとられた際、パットン将軍の話を例にとり、人質諸共オタク根絶委員会を叩きのめそうとして斬野に止められている。
オタク根絶委員会（オタクこんぜついいんかい）
独自の調査で「秋葉原のオタクが日本を滅ぼす」として、アキバ系オタクを根絶する為に活動している謎の結社。当初、サングラスをかけた小男と坊主頭の巨漢の男が登場し、さらに後に集団で巨漢の男たちが登場している。斬野が個展を開催する度に現れ、個展を妨害しているが、都度ザンガードと澄野に叩きのめされている。
どこからか戦力として河馬を持ち出してくるなど、意外と規模が大きい。
菅田 健太郎（すがた けんたろう）
『ハチワンダイバー』の主人公。回想シーンのみで作中には登場しないが、中静そよから「急激に伸びてる真剣師」と評価され、その実力を鍛えるため、斬野が勝ったら自分の型を取らせるという条件で菅田との勝負を斬野に依頼する。
斬野 クル（きりの クル）
斬野シトの妹。ザンガードの新武装の実験台に使われる等、本編以上に酷い扱いを受けている。
アキバイージス艦（アキバイージスかん）
自称「アキハバラを悪の手から守る男」。その正体は、アキバで基板屋を営む男で、特徴ある出っ歯から『竹尾基盤屋の兄ちゃん』として一部のオタクには知られている。一年前に天からの啓示で、アキバの平和を守るよう言われ、業務の傍ら、日々修行していたが、オタク根絶委員会によってアキバに危機がせまったため、『みるく’S』の会場に現れ戦うが、あっさり倒されてしまう。
ザンガード部隊（ザンガードぶたい）
『みるく’S』で知り合ったオタクたちが、オタク根絶委員会に対抗するために団結して結成した部隊。ザンガードを真似た格好をしているが、元が格闘技等の経験がない素人なので、オタク根絶委員会にあっさり倒される。だが、ザンガードと澄野の危機を助けるなど、意外な活躍もしている。

## 書誌情報
- 柴田ヨクサル『ザンガード』集英社〈ヤングジャンプ・コミックス〉、2011年6月17日発売 ISBN 978-4-08-879154-8